# Louvilliers-lès-Perche

Louvilliers-lès-Perche este o comună în departamentul Eure-et-Loir, Franța. În 1 ianuarie 2022 avea o populație de 198 de locuitori.